# Sarah Gensburger
Pour les articles homonymes, voir Ginsburg.
Sarah Gensburger (née le 4 novembre 1976) est une sociologue, spécialiste de la Shoah.

## Biographie
Ancienne élève de l’École normale supérieure de Cachan et de l’Institut d'études politiques de Paris (2001), elle est agrégée de sciences sociales et docteur en sociologie de l’École des hautes études en sciences sociales (2006). Elle est chargée de recherches au CNRS en science politique, à l'Institut de sciences sociales du politique, université Paris-Nanterre, depuis octobre 2010.
Elle travaille sur « les processus sociaux de remémoration et sur la construction de politiques publiques dans le domaine de la mémoire ». Elle a publié plusieurs ouvrages et articles, en français, en anglais, en allemand, en espagnol et en polonais. Elle a été professeure invitée à l'université de New York en 2018.
Elle est également spécialiste de la Shoah à Paris et notamment de la spoliation et du sauvetage des Juifs dans la capitale. Elle a assuré le commissariat de plusieurs expositions sur cette thématique : La spoliation des Juifs à Paris. Retour sur les lieux, organisée avec l'agence BETC Euro RSCG dans l'ancien Camp Lévitan, rue du Faubourg-Saint-Martin à Paris, d'avril à juin 2007 et C'étaient des enfants. Déportation et sauvetage des enfants Juifs à Paris, de juin à octobre 2012 à l'hôtel de ville de Paris. Elle a également participé à l'exposition Le Louvre photographié pendant la guerre qui s'est tenu au musée du Louvre en 2009.

## Publications
- Des Camps dans Paris. Austerlitz, Lévitan, Bassano. Juillet 1943-août 1944, avec Jean-Marc Dreyfus, éditions Fayard, 2003  (ISBN 978-2-213-61707-7).
- (en) Nazi labor camps in Paris, avec Jean-Marc Dreyfus, Berghahn Books, 2011.
- La Résistance aux génocides : de la pluralité des actes de sauvetage, collectif, dirigé par Jacques Semelin, Claire Andrieu, et Sarah Gensburger, éditeur Les Presses de Sciences Po, 2008  (ISBN 978-2-7246-1089-5).
- Les Justes de France, politiques publiques de la mémoire, Presses de Sciences Po, avril 2010  (ISBN 978-2-7246-1139-7).
- Image d'un pillage. Album de la spoliation des juifs de Paris, 1940-1944, éd. Textuel, 2010.
- C'étaient des enfants. Déportation et sauvetage des enfants Juifs à Paris, Skira Flammarion, 2012.
- Mémoire vive. Chroniques d'un quartier, Bataclan 2015-2016, Anamosa, 2017  (ISBN 979-109577216-3).
- Visites scolaires, histoire et citoyenneté, avec Sylvain Antichan, La Documentation française, 2016.
- Dé-commémoration : Quand le monde déboulonne des statues et renomme des rues, Fayard, 13 septembre 2023, 448 p. (EAN 9782213722054, présentation en ligne)
- Isabelle Backouche, Sarah Gensburger, Eric Le Bourhis, Appartements témoins : la spoliation des locataires juifs à Paris, 1940-1946, La Découverte, 2025.